# Mariya Grabovetskaya
Mariya Grabovetskaya est une haltérophile du Kazakhstan née le 10 avril 1987 à Kokchetaou. Elle est médaillée de bronze aux Jeux olympiques de 2008 dans la catégorie des plus de 75 kg, mais doit rendre sa médaille à la suite d'un contrôle antidopage positif.